# Awamori

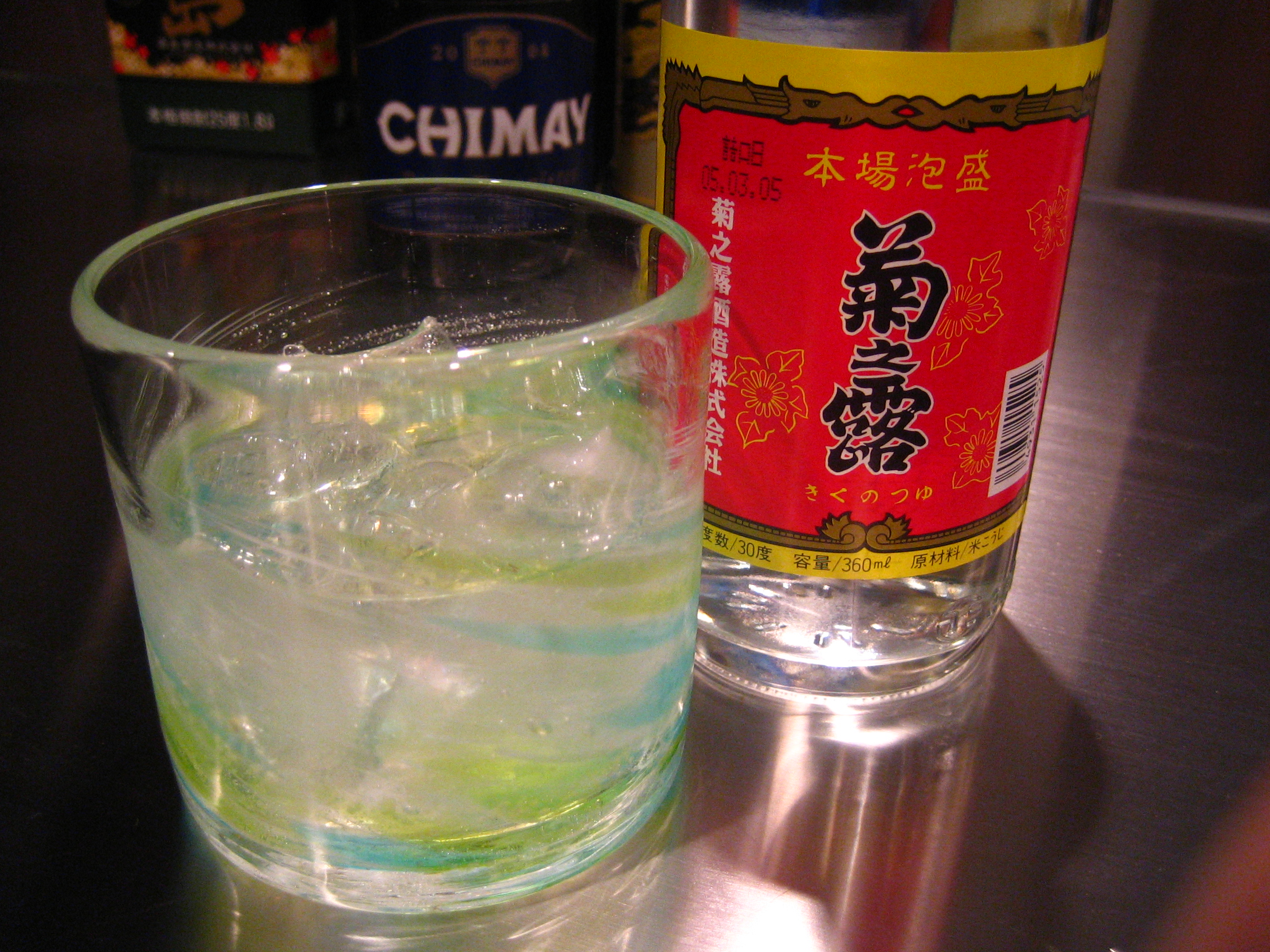
Botella de awamori de la destilería de Kikunotsuyu en la isla Isla Miyako, Okinawa.

El awamori (泡盛) es una bebida alcohólica nativa y única de Okinawa, Japón. En Okinawa también se le llama "sake isleño" (島酒 shima-zake?), o "isla" (島 shima?).
El awamori es hecho con arroz y no es producido por fermentación como el sake sino por destilación como el shōchū.  
Esta bebida tiene típicamente una graduación alcohólica de 30% - 43%, sin embargo marcas de exportación, inclusive las que son mandadas a otras partes de Japón, tienen cada vez más una graduación alcohólica de 25%.  El awamori es añejado para mejorar su sabor y suavidad.  Algunas marcas de awamori (notablemente hanazake) tienen una graduación alcohólica  de 60% y pueden prender fuego.
La forma más popular de beber awamori es mezclado con agua y hielo.  Cuando es servido en Okinawa generalmente viene con un contenedor con hielo y una garrafa de agua.  El awamori se puede tomar también puro, con hielo o en cóctel.

## Historia

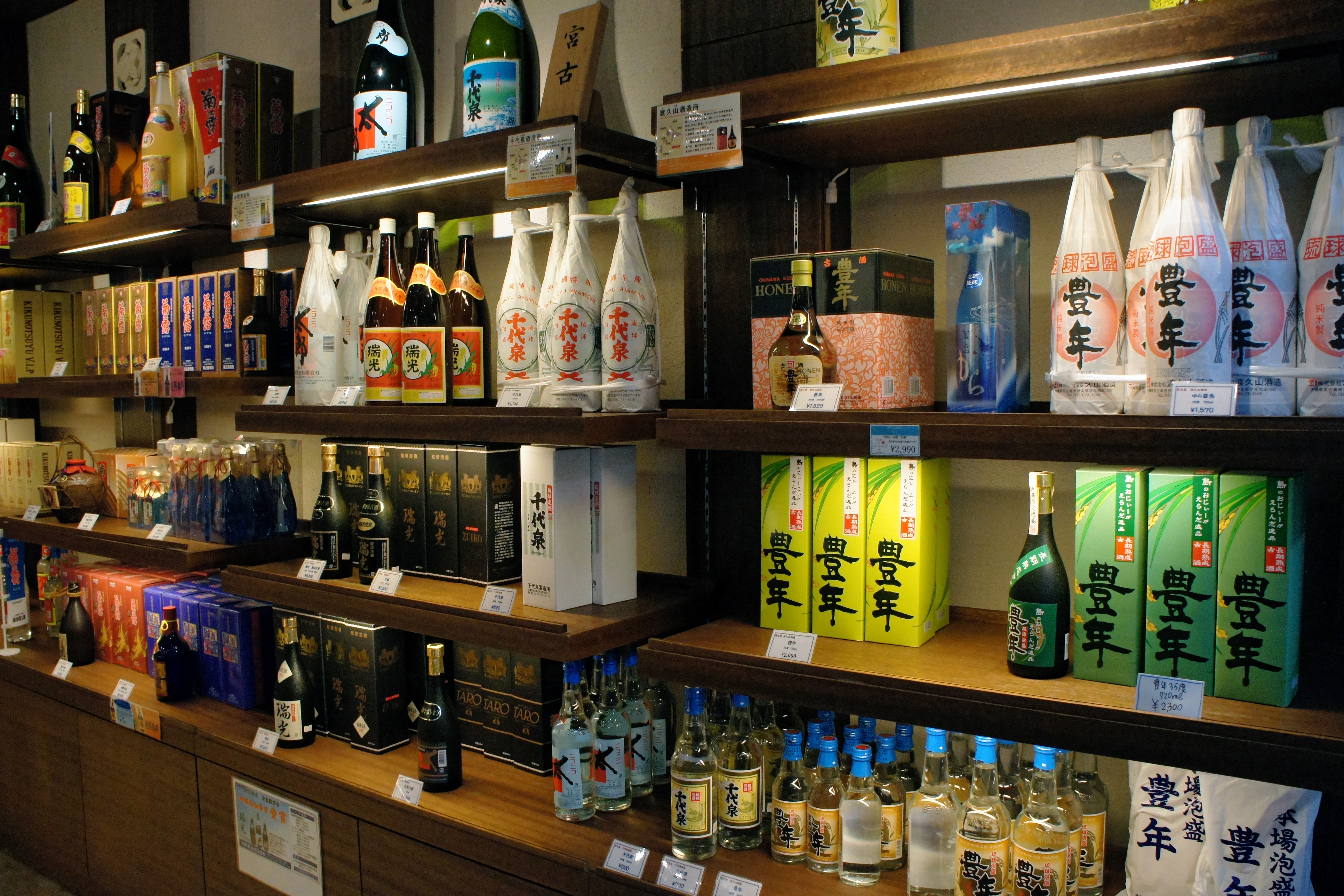
Botella de awamori mostrada en una tienda.

Antes de abril de 1983, el awamori era etiquetado como shōchū de segunda clase pero ahora se le etiqueta "awamori autentico" para distinguirlo del shōchū. Aunque el awamori y el shōchū son licores destilados de arroz, el shōchū es hecho con los granos cortos del  arroz japonés y el awamori es hecho con los granos largos del arroz tailandés quebrajados.  Otra diferencia es que el shōchū usa el moho/hongo kōji blanco para fermentación mientras que el awamori usa el moho/hongo kōji negro que es originario de Okinawa.
La técnica de destilado llegó a Okinawa en el siglo XV desde Tailandia.  Por ese motivo el tipo de arroz tailandés es usado en para su producción en el presente.  La gente de Okinawa continuo mejorando la técnica, adaptándola el clima subtropical y usando el moho/hongo kōji negro.  Desde el siglo XV al siglo XIX, awamori fue mandado como tributo a los vecinos más poderosos de Okinawa: China y Japón.

## Kusu

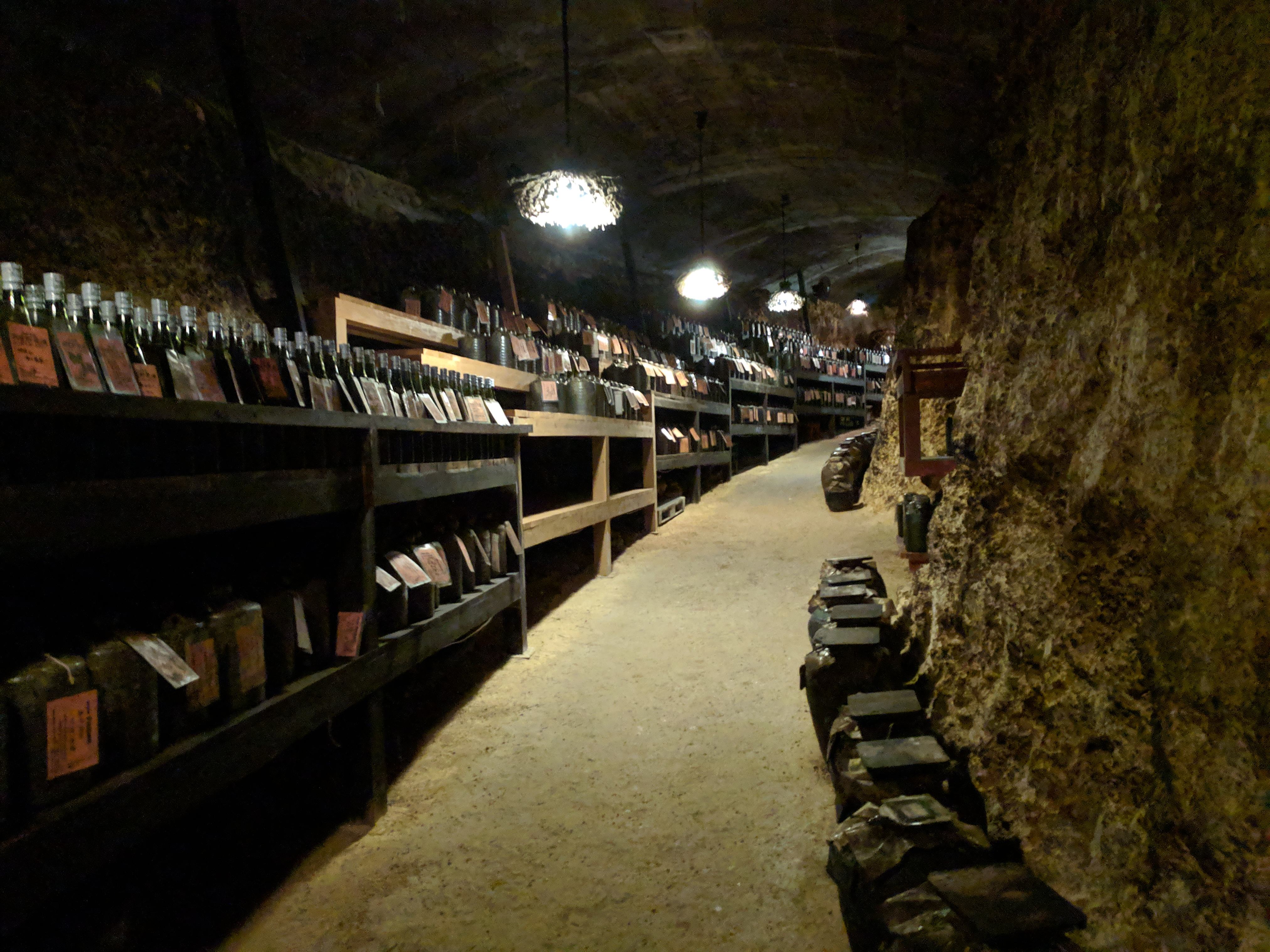
Awamori añejando en la bodega de la destilería Taragawa, Miyakojima, Okinawa, Japón

Cuando el awamori es añejado por tres años o más se le llama kusu (古酒?   "Añejado").  Para obtener la denominación kusu  por ley se requiere que más del 50% del awamori sea añejado al menos tres años,  usualmente el otro 49% es añejado al menos por seis meses.  Si su edad es especificada, todo el contenido tiene que tener al menos esa edad.  El Awamori es añejado bajo tierra a una temperatura baja constante en envases o vasijas.  Antes de la Batalla de Okinawa durante la Segunda Guerra Mundial, existía koshu de 200 y aun 300 años pero todo fue perdido durante la guerra.  Ahora se está intentando de nuevo producir este tipo de kusu.

## Hanazake
En Yonaguni, la isla más al este de Japón están las tres destilerías (Donan, Yonaguni y Maifuna) que producen una variante del awamori llamado hanazake (花酒?), que literalmente se traduce como "licor flor", con un contenido alcohólico de 60%.  Originalmente hecho para ceremonias religiosas, el hanazake tradicionalmente se toma puro.

## Etimología
Se cree que el nombre awamori se origina de ‘’burbujas’’  (泡 awa?) que suben y se inflan  (盛 mori?) durante su destilación.  Cuantas más burbujas más alta es la concentración alcohólica del producto final.
Aunque awamori se escribe comúnmente con el carácter de kanji  (泡 awa?) (burbuja), existen otras teorías del origen del nombre. Una de ellas es que el nombre se origina de  (粟 awa?), que significa mijo, la materia prima usada para hacer awamori siglos atrás y que ahora ha sido completamente reemplazada por arroz.